# عبدالله الشمری (زاده ۱۹۹۳)
عبدالله الشمری (انگلیسی: Abdullah Al-Shameri؛ زادهٔ ۱۷ سپتامبر ۱۹۹۳) یک ورزشکار اهل عربستان سعودی است.
از باشگاه‌هایی که در آن بازی کرده‌است می‌توان به باشگاه فوتبال التعاون عربستان سعودی اشاره کرد.